# Bruno Siciliano
Bruno Siciliano, właśc. Bruno Carlos Siciliano Comozzato (ur. 19 stycznia 1938 w Rio de Janeiro) – piłkarz brazylijski, występujący na pozycji napastnika.

## Kariera klubowa
W czasie kariery piłkarskiej Bruno Siciliano grał w SC Internacional oraz Botafogo FR.

## Kariera reprezentacyjna
Bruno Siciliano występował w olimpijskiej reprezentacji Brazylii. W 1960 roku uczestniczył w eliminacjach do Igrzysk Olimpijskich w Rzymie, na które jednak nie pojechał.

## Źródła
- Profil
- Profil